# رقیب (فیلم ۲۰۰۰)
رقیب (به انگلیسی: The Contender) نام فیلم درامی است که در سال ۲۰۰۰ به کارگردانی راد لوری ساخته شد. این فیلم موفق شد در دو رشتهٔ بهترین بازیگر نقش اول زن برای بازیِ جوآن آلن و بهترین بازیگر نقش مکمل مرد برای بازیِ جف بریجز نامزد جایزه اسکار شود.